# The Biggest Loser
The Biggest Loser (englisch für „Der größte Verlierer“ im Sinne von Gewicht verlieren) ist eine US-amerikanische Fernsehshow, die unter anderem auch in Deutschland unter Lizenz produziert wird. Übergewichtige Kandidaten leben in einem Lager zusammen und wetteifern um die größte Gewichtsabnahme. Die erste Staffel wurde 2009 mit Moderatorin Katarina Witt auf ProSieben ausgestrahlt. Kabel eins zeigte die zweite und dritte Staffel der Show unter dem Titel The Biggest Loser – Abspecken im Doppelpack unter Moderation von Regina Halmich. Sat.1 zeigt die Show seit der vierten Staffel unter der Moderation von Christine Theiss, seit 2024 in dieser Funktion gemeinsam mit Ramin Abtin, seit 2025 wird die Show auf Puls 4 immer dienstags und auf Sat.1 immer sonntags ausgestrahlt. Mit Beginn der vierzehnten Staffel im Januar 2022 wurde die Show umbenannt und heißt nun Leben leicht gemacht – The Biggest Loser. Mit der sechzehnten Staffel, die im Januar 2024 startete, wurde der Titel erneut zu The Biggest Loser – Leben leicht gemacht geändert. Mit der siebzehnten Staffel, aus dem Jahr 2025 wurde der Titel wieder in The Biggest Loser geändert.

## Konzept
Bei The Biggest Loser müssen die Kandidaten durch Sportprogramme und Ernährungsumstellung versuchen, so viel wie möglich abzunehmen. Zusätzlich können in Wettspielen Vorteile für das wöchentliche Wiegen erworben werden. In der ersten Staffel traten die Teilnehmer einzeln, ab der zweiten Staffel paarweise an. Nach fünf Wochen wurden die letzten drei (Staffel 2) bzw. vier (Staffel 3) Paare getrennt und als Einzelkandidaten bewertet. Die beiden Kandidaten oder Kandidatenpaare mit dem geringsten Gewichtsverlust, der in Prozent des Ausgangsgewichts angegeben wird, sind zur Abwahl aus dem Lager nominiert. Die restlichen Teams entscheiden dann, welches Team das Lager verlassen muss.

## Hintergrund
Das Konzept stammt aus den Vereinigten Staaten, wo die Sendung bei NBC im Jahr 2004 unter gleichem Namen startete. The Biggest Loser wurde in mehr als 20 Ländern lizenziert, darunter Australien (2006), Brasilien (2005), Indien (2007), den Niederlanden (2005) und Südafrika (2008).

## Konsequenzen und wissenschaftliche Perzeption
In einer Studie mit 14 Teilnehmern des US-Formats der Serie im Journal Obesity wurde festgestellt, dass sechs Jahre nach der Sendung alle Teilnehmer eine stark gesunkene Schilddrüsenfunktion aufwiesen, also ihr Grundumsatz auch nach sechs Jahren immer noch stark gesunken ist. Während sie während der Show durchschnittlich 58 kg abgenommen hatten, nahmen sie in den folgenden sechs Jahren das meiste, wenn nicht sogar alles oder mehr, wieder zu. Außerdem wiesen sie sechs Jahre nach der Sendung ein sehr niedriges Leptin-Niveau auf – dadurch waren die Untersuchten konstant hungrig.
Auch deutsche Kandidaten nahmen nach der Teilnahme wieder stark zu.

## Staffelübersicht
| Staffel | Jahr         | Produktionsort                                                            |                                  | Moderation       | Coaches         | Coaches                  | Camparzt  |  | Gewinner/in |
| 1       | 2009 Details | Budapest, Ungarn                                                          | Katarina Witt                    | Nele Sehrt       | Wojtek Vetter   | Jola Jaromin             | Enrico    |  |             |
| 2       | 2010 Details | Mallorca, Spanien                                                         | Regina Halmich                   | Silke Kayadelen  | Andreas Büdeker | Christine Tabacu         | Heino     |  |             |
| 3       | 2011 Details | Ischgl, Österreich                                                        | Regina Halmich                   | Silke Kayadelen  | Andreas Büdeker | Christine Tabacu         | Carlo     |  |             |
| 4       | 2012 Details | Andalusien, Spanien 37.102016, -6.511653 Almonte, Provinz Huelva, Spanien | Christine Theiss                 | Bineta Coulibaly | Nunzio Esposito | Christine Tabacu         | Jack      |  |             |
| 5       | 2013 Details | Andalusien, Spanien 37.102016, -6.511653 Almonte, Provinz Huelva, Spanien | Christine Theiss                 | Silke Kayadelen  | Ramin Abtin     | Christine Tabacu         | Paride    |  |             |
| 6       | 2014 Details | Andalusien, Spanien 37.102016, -6.511653 Almonte, Provinz Huelva, Spanien | Christine Theiss                 | Silke Kayadelen  | Ramin Abtin     | Christine Tabacu         | Marc      |  |             |
| 7       | 2015 Details | Andalusien, Spanien 37.102016, -6.511653 Almonte, Provinz Huelva, Spanien | Christine Theiss                 | Detlef Soost     | Ramin Abtin     | Christine Tabacu         | Stefan    |  |             |
| 8       | 2016 Details | Andalusien, Spanien 37.102016, -6.511653 Almonte, Provinz Huelva, Spanien | Christine Theiss                 | Mareike Spaleck  | Ramin Abtin     | Victor Lorenzo da Silva  | Ali       |  |             |
| 9       | 2017 Details | Andalusien, Spanien 37.102016, -6.511653 Almonte, Provinz Huelva, Spanien | Christine Theiss                 | Mareike Spaleck  | Ramin Abtin     | Victor Lorenzo da Silva  | Alexandra |  |             |
| 10      | 2018 Details | Andalusien, Spanien 37.102016, -6.511653 Almonte, Provinz Huelva, Spanien | Christine Theiss                 | Mareike Spaleck  | Ramin Abtin     | Dr. Christian Westerkamp | Saki      |  |             |
| 11      | 2019 Details | Andalusien, Spanien 37.102016, -6.511653 Almonte, Provinz Huelva, Spanien | Christine Theiss                 | Mareike Spaleck  | Ramin Abtin     | Dr. Christian Westerkamp | Mario     |  |             |
| 12      | 2020 Details | Naxos, Griechenland Επαρ.Οδ. Νάξου-Απειράνθου, Plaka 843 00, Griechenland | Christine Theiss                 | Petra Arvela     | Ramin Abtin     | Dr. Christian Westerkamp | Daniel    |  |             |
| 13      | 2021 Details | Naxos, Griechenland Επαρ.Οδ. Νάξου-Απειράνθου, Plaka 843 00, Griechenland | Christine Theiss                 | Petra Arvela     | Ramin Abtin     | Dr. Christian Westerkamp | Ole       |  |             |
| 14      | 2022 Details | Naxos, Griechenland Επαρ.Οδ. Νάξου-Απειράνθου, Plaka 843 00, Griechenland | Christine Theiss                 | Sigrid Ilumaa    | Ramin Abtin     | Dr. Christian Westerkamp | Patrick   |  |             |
| 15      | 2023 Details | Naxos, Griechenland Επαρ.Οδ. Νάξου-Απειράνθου, Plaka 843 00, Griechenland | Christine Theiss                 | Sigrid Ilumaa    | Ramin Abtin     | Dr. Jan Arndt            | Valentina |  |             |
| 16      | 2024 Details | Naxos, Griechenland Επαρ.Οδ. Νάξου-Απειράνθου, Plaka 843 00, Griechenland | Christine Theiss und Ramin Abtin | Christine Theiss | Ramin Abtin     | Dr. Jan Arndt            | Giulio    |  |             |
| 17      | 2025 Details | Naxos, Griechenland Επαρ.Οδ. Νάξου-Απειράνθου, Plaka 843 00, Griechenland | Christine Theiss und Ramin Abtin | Christine Theiss | Ramin Abtin     | Dr. Jan Arndt            | Ben       |  |             |

## Staffeln

### Erste Staffel
Die erste Staffel wurde im Januar und Februar 2009 bei ProSieben ausgestrahlt. Ursprünglich waren elf Folgen geplant, aber man hat sich entschieden, nur fünf zweistündige Folgen donnerstags um 20:15 Uhr auszustrahlen und das Finale an einem Samstag zu zeigen. Doch es wurden fünf zweistündige Folgen, eine einstündige Folge und das zweistündige Finale ausgestrahlt. Moderatorin war Katarina Witt. Aufgrund mäßiger Einschaltquoten erhielt die sechste Folge der Sendung einen neuen Sendeplatz. Der durchschnittliche Marktanteil lag bei 5,6 %. Der Sieger erhielt 100.000 € Siegprämie. Der Sieger Enrico nahm 96,6 kg und damit 50,4 % seines Ausgangsgewichts ab.

### Zweite Staffel
Die zweite Staffel wurde 2010 von Kabel eins ausgestrahlt. Die Folgen wurden von Regina Halmich moderiert und auf Mallorca produziert. Das Motto war Abspecken im Doppelpack. Die Kandidaten traten in Teams zu zwei Personen an und wurden von Trainerin Silke Kayadelen, unter anderem bekannt aus Besser Essen auf ProSieben, und Andreas Büdeker betreut. Die Siegprämie betrug 25.000 €. Die Einschaltquoten lagen über dem Senderdurchschnitt von Kabel eins. Der Sieger Heino nahm 60,4 kg und damit 40,8 % seines Ausgangsgewichts ab.

### Dritte Staffel
Die dritte Staffel wurde vom 8. März 2011 bis zum 24. Mai 2011 ausgestrahlt. Das Konzept der zweiten Staffel blieb unverändert. Die Folgen wurden im Tiroler Ferienort Ischgl produziert. Der Sieger Carlo nahm 59 kg und damit 40,5 % seines Ausgangsgewichts ab.

### Vierte Staffel
Die vierte Staffel mit 12 Paaren wurde von 4. März bis 20. Mai 2012 von Sat. 1 ausgestrahlt. Moderiert wurde die Staffel, die in Andalusien gedreht wurde, von Kickboxerin Christine Theiss. Der Sieger Jack Handl nahm 66,1 kg und somit 46,45 % seines Ausgangsgewichts ab. Die Siegprämie betrug 50.000 Euro. Zum ersten Mal in der Geschichte von The Biggest Loser in Deutschland standen neben dem Sieger Jack Handl zwei Frauen im Finale der Show.

### Fünfte Staffel
Am 22. Februar 2013 startete die 5. Staffel von The Biggest Loser, weiterhin moderiert von Christine Theiss und produziert in Andalusien.
Das Halbfinale, das am 5. Mai ausgestrahlt wurde, wurde drei Monate nach dem Camp in Österreich produziert. In einem Wiegen unter den vier letzten Kandidaten aus dem Camp und dem Kandidaten, der nach seinem Ausscheiden zuhause am meisten Gewicht verloren hatte, wurden drei Teilnehmer für das Finale ermittelt. Im Finale, das am 8. Mai ausgestrahlt wurde, gewann der Teilnehmer Paride. Er nahm 63 kg ab und sicherte sich mit 49,9 % seines Ausgangsgewichts die Siegprämie von 50.000 Euro. Unter den Kandidaten, die es nicht ins Finale geschafft haben, gab es ebenfalls ein Ranking, das als kleines Finale bezeichnet wurde. Dies entschied die Teilnehmerin Bahar für sich.

### Sechste Staffel
Am 8. Januar 2014 startete die 6. Staffel, die ebenfalls in Andalusien produziert wurde. Christine Theiss ist weiterhin die Moderatorin.
Anders als in den ersten fünf Staffeln, in denen alle Teilnehmer gleichzeitig ins Camp von Biggest Loser einzogen, waren in der sechsten Staffel zwei Teams erst ab der zweiten Woche dabei, die sich eine Folge lang als Herausforderer durch ihre Abnehmleistung für das eigentliche Camp qualifizieren mussten. Ab der fünften Woche wurden die Paare getrennt und die Teilnehmer in zwei Mannschaften aufgeteilt. Im Finale, das am 19. März ausgestrahlt wurde und mit vier Finalisten stattfand, gewann der Teilnehmer Marc. Er nahm 86,3 kg ab und sicherte sich mit 46,9 % seines Ausgangsgewichts die Siegprämie von 50.000 Euro. Unter den Kandidaten, die es nicht ins Finale geschafft haben, gab es, wie in der letzten Staffel, ein Ranking. Dieses entschied der Teilnehmer Falko für sich.

### Siebte Staffel
Am 4. Februar 2015 startete die siebte Staffel mit dem Motto Der Kampf der Geschlechter, erneut unter der Moderation von Christine Theiss.
Zu Beginn der Staffel traten die acht männlichen Teilnehmer (unter der Leitung von Ramin Abtin) als Team gegen die acht weiblichen Teilnehmer (unter der Leitung von Detlef Soost) an. Im weiteren Verlauf der Staffel wurden mehrere unterschiedliche Teamkonstellationen gebildet. Die Staffel gewann Stefan. Er schaffte es 65,4 Kilogramm zu verlieren und reduzierte somit sein Gewicht um 45,7 %.

### Achte Staffel
Am 3. April 2016 startete die achte Staffel erneut unter der Leitung von Christine Theiss. Trainer waren Ramin Abtin und Mareike Spaleck.
Neu war, dass ein Team aus zehn Kandidaten in einer Hotelanlage mit professionellen Sportgeräten abnimmt, während die anderen zehn Kandidaten in einem Zeltcamp leben und mit einfachen Fitnessgeräten funktionelles Training betreiben müssen. Je nach wöchentlichem Abnehmgewicht wechselten die Gruppen zwischen den beiden Camps. Das Team mit der schlechtesten Gesamtleistung wählte aus seinen Mitgliedern mit der schlechtesten Einzelleistung denjenigen aus, der das Camp verlassen musste. Die Staffel entschied der Kandidat Ali für sich und gewann 50.000 Euro. Er verlor 49,71 % seines Gewichtes, das entspricht 86,4 kg Abnahme. Christine Theiss war im Finale nicht dabei, da sie ein paar Wochen zuvor eine Tochter zur Welt brachte. Das Ranking der Nicht-Finalisten gewann Kandidat Bernd, der seine Ankündigung wahr machte, prozentual mehr abzunehmen als der Biggest-Loser-Sieger. Er nahm 79,5 kg ab, was 51,36 % seines Ausgangsgewichtes entspricht.

### Neunte Staffel
Ab dem 15. Januar 2017 strahlte Sat.1 unter der Leitung von Christine Theiss die neunte Staffel aus. Unterstützt wurde sie erneut von Ramin Abtin und Mareike Spaleck. Die insgesamt 18 Kandidaten wogen zu Beginn der Staffel 2664,3 Kilogramm. Sie kämpften zunächst wieder paarweise, und auch diesmal gab es zwei Lager, einmal das Wohlfühl-Camp und auf der anderen Seite ein Zeltlager. Die Teilnehmerin Alexandra gewann die Staffel als erste Frau. Sie nahm bei einem Ausgangsgewicht von 103 kg 53 kg und damit 51,45 % ihres Körpergewichts ab und stellte damit einen weiteren Bestwert auf. Insgesamt verloren die 18 Kandidaten rund 580 Kilo.

### Zehnte Staffel
Die zehnte Staffel wurde vom 4. Februar bis 22. April 2018 unter der erneuten Leitung von Christine Theiss ausgestrahlt, wieder unterstützt von Ramin Abtin und Mareike Spaleck. Der Teilnehmer Saki gewann die Staffel.

### Elfte Staffel
Vom 3. Februar bis 28. April 2019 wurde die elfte Staffel ausgestrahlt, welche auch eine zehnjährige Jubiläumsstaffel war. Die Staffel gewann der Kandidat Mario mit einer absoluten Gewichtsabnahme von 101,4 kg und einer relativen Gewichtsabnahme von 51,71 %, womit er sowohl bei der absoluten, als auch bei der relativen Gewichtsabnahme einen Rekord aufstellen konnte.

### Zwölfte Staffel
Die zwölfte Staffel wurde vom 5. Januar 2020 bis zum 27. März 2020 ausgestrahlt und von Sat.1 als elfte Staffel bezeichnet. Drehort ist nicht mehr Andalusien, sondern die griechische Insel Naxos. Mareike Spaleck wurde durch die Fitnesstrainerin Petra Arvela ersetzt. Der beste Nichtfinalist war Anthony.
Daniel gewann das Finale mit 104 kg Gewichtsverlust, was 51,03 % entspricht.

### Dreizehnte Staffel
Die dreizehnte Staffel wurde vom 3. Januar 2021 bis zum 29. März 2021 ausgestrahlt und von Sat.1 als zwölfte Staffel bezeichnet. Ole gewann das Finale mit 79,7 kg Gewichtsverlust, was 48,60 % entspricht.

### Vierzehnte Staffel
Die vierzehnte Staffel, von Sat.1 als 13. Staffel bezeichnet, wurde vom 2. Januar 2022 bis zum 10. April 2022 in 14 Episoden ausgestrahlt. Die Sendung heißt von nun an Leben leicht gemacht – The Biggest Loser. Die bisherige Trainerin Petra Arvela wurde durch Sigrid Ilumaa ersetzt. Eine weitere Änderung sind prominente Gast-Coaches, wie z. B. Jimmy Hartwig, Angelina Kirsch, Alexander Kumptner, Fabian Hambüchen sowie Miriam Höller. Der Teilnehmer Patrick gewann die Staffel.

### Fünfzehnte Staffel
Die fünfzehnte Staffel, von Sat.1 als 14. Staffel bezeichnet, wurde vom 5. Februar bis 7. Mai 2023 in 14 Episoden ausgestrahlt. Die Staffel wurde im Gegensatz zu vorherigen die ganze Zeit über auf Naxos produziert. Die Teilnehmerin Valentina gewann mit einer Abnahme von 64,7 kg und somit 47,82 % Gewichtsverlust.

### Sechzehnte Staffel
Die sechzehnte Staffel wurde vom 8. Januar bis 11. März 2024 in 10 Episoden ausgestrahlt. Erstmals übernahm Christine Theiss ein Team als Trainerin und ersetzte somit Sigrid Ilumaa in dieser Funktion. Trainer des zweiten Teams blieb Ramin Abtin. Das Finale moderierte, wie auch in den vergangenen Jahren, Matthias Killing. Der Teilnehmer Giulio gewann die Staffel.

### Siebzehnte Staffel
Die siebzehnte Staffel wurde vom 12. Januar bis 14. April 2025 ausgestrahlt. Wie in der vergangenen Staffel fungierten Christine Theiss und Ramin Abtin als Trainer. Eine Besonderheit dieser Staffel war, dass die Teilnehmer am Anfang nur sehr vereinzelt ausschieden und somit bis zum Ende eine größere Gruppe im Camp war. Als prominenter Gast-Coach trat Oli P. auf. Der Teilnehmer Ben gewann mit einem Gewichtsverlust von 68,6 kg diese Staffel.

## Ausstrahlung und Einschaltquoten
| Staffel | Folgen | Sender     | Sendeplatz                                                    | Staffelpremiere                   | Staffelfinale                     | Zuschauer | Zuschauer       | Marktanteil | Marktanteil     |
| Staffel | Folgen | Sender     | Sendeplatz                                                    | Staffelpremiere                   | Staffelfinale                     | Gesamt    | 14 bis 49 Jahre | Gesamt      | 14 bis 49 Jahre |
| ------- | ------ | ---------- | ------------------------------------------------------------- | --------------------------------- | --------------------------------- | --------- | --------------- | ----------- | --------------- |
| 1       | 7      | ProSieben  | Donnerstag 20:15 Uhr Samstag 19:10 & 20:15 Uhr (7. Feb. 2009) | 8. Jan. 2009                      | 7. Feb. 2009                      | 1,71 Mio. | 1,24 Mio.       | 5,6 %       | 10,2 %          |
| 2       | 9      | kabel eins | Dienstag 20:15 Uhr                                            | 2. März 2010                      | 27. Apr. 2010                     | 1,27 Mio. | 0,84 Mio.       | 4,0 %       | 6,5 %           |
| 3       | 12     | kabel eins | Dienstag 20:15 Uhr                                            | 8. März 2011                      | 25. Mai 2011                      | 1,35 Mio. | 0,87 Mio.       | 4,3 %       | 7,0 %           |
| 4       | 12     | Sat.1      | Sonntag 17:00 Uhr                                             | 4. März 2012                      | 20. Mai 2012                      | 1,78 Mio. | 0,95 Mio.       | 9,3 %       | 12,9 %          |
| 5       | 13     | Sat.1      | Sonntag 18:00 Uhr                                             | 22. Feb. 2013 (Freitag 20:15 Uhr) | 8. Mai 2013 (Mittwoch 20:15 Uhr)  | 2,28 Mio. | 1,19 Mio.       | 9,4 %       | 13,4 %          |
| 6       | 11     | Sat.1      | Mittwoch 20:15 Uhr                                            | 8. Jan. 2014                      | 19. März 2014                     |           |                 |             |                 |
| 7       | 12     | Sat.1      | Mittwoch 20:15 Uhr                                            | 7. Feb. 2015                      | 22. Apr. 2015                     | 1,72 Mio. | 0,91 Mio.       | 5,8 %       | 8,5 %           |
| 8       | 11     | Sat.1      | Sonntag 17:45 Uhr                                             | 3. Apr. 2016 (Sonntag 17:00 Uhr)  | 8. Juni 2016 (Mittwoch 20:15 Uhr) | 1,91 Mio. | 1,00 Mio.       | 8,5 %       | 13,4 %          |
| 9       | 12     | Sat.1      | Sonntag 17:45 Uhr                                             | 15. Jan. 2017 (Sonntag 16:50 Uhr) | 2. Apr. 2017 (Sonntag 20:15 Uhr)  | 2,14 Mio. | 1,17 Mio.       | 8,0 %       | 13,3 %          |
| 10      | 12     | Sat.1      | Sonntag 17:45 Uhr                                             | 4. Feb. 2018 (Sonntag 20:15 Uhr)  | 22. Apr. 2018 (Sonntag 20:15 Uhr) |           |                 |             |                 |
| 11      | 13     | Sat.1      | Sonntag 17:45 Uhr                                             | 3. Feb. 2019 (Sonntag 16:35 Uhr)  | 28. Apr. 2019 (Sonntag 20:15 Uhr) |           |                 |             |                 |
| 12      | 13     | Sat.1      | Sonntag 17:30 Uhr                                             | 5. Jan. 2020 (Sonntag 16:30 Uhr)  | 27. März 2020 (Sonntag 20:15 Uhr) |           |                 |             |                 |
| 13      | 14     | Sat.1      | Sonntag 17:35 Uhr                                             | 3. Jan. 2021 (Sonntag 16:30 Uhr)  | 29. März 2021 (Sonntag 20:15 Uhr) | 1,92 Mio. | 0,76 Mio.       | 7,2 %       | 11,1 %          |

## Ableger

### The Biggest Loser Teens
Im September und Oktober 2014 wurde mit The Biggest Loser Teens eine zusätzliche Staffel mit Kandidaten im Alter zwischen 16 und 20 Jahren ausgestrahlt. Sie wurde wie gewohnt in Andalusien produziert und von Theiss moderiert. Als zusätzlicher Coach fungierte Detlef Soost. Der Sieger Erfan aus Hannover nahm 59,1 kg ab. Durchschnittlich sahen 1,35 Millionen Zuschauer zu. Beim Gesamtpublikum gab es einen Marktanteil von 7,3 Prozent. In der Zielgruppe waren 0,69 Millionen Zuschauer mit einem Marktanteil von 10,1 Prozent gemessen worden.

### Big Stars – Promis specken ab
2013 produzierte Sat.1 einen Ableger von The Biggest Loser mit prominenten Kandidaten, unter anderem Iris Klein, Patricia Blanco und Costa Cordalis. Die Sendung wurde nach Beendigung der Dreharbeiten jedoch nicht ins Programm aufgenommen.

### The Biggest Loser – Family Power Couples
Ab dem 30. August 2021 startete Sat.1 die Ausstrahlung des Ablegers The Biggest Loser – Family Power Couples, bei dem acht Familienpaare gegeneinander antreten. Campchefin war Christine Theiss und Ramin Abtin fungierte als Trainer. Unterstützt wurden sie von Mental-Coach Hassina Bahlol-Schröer. Das Siegerpaar Lucas und Manni aus Köln nahm zusammen 81,5 kg ab.